# Осада Алеппо (962)
Осада и разграбление Алеппо — успешная осада столицы Хамданидов Алеппо византийцами в декабре 962 года, организованная византийским полководцем и будущим императором Никифором Фокой. Падение города стало первой крупной победой Византии в данном регионе после по-настоящему триумфальных мусульманских завоеваний VII века.

## Предыстория
Впервые арабы завоевали Алеппо у Византии в 637 году вскоре после битвы при Ярмуке. В октябре 944 года Сайф ад-Даула захватил Алеппо, распространив власть Хамданидов на северную Сирию, с этого момента город становится столицей эмирата. Вскоре он столкнулся с возрождающейся Византией, которая в начале X века при Македонской династии начала отвоёвывать ранее потерянные территории. В этой борьбе с гораздо более сильным противником он совершал набеги вглубь византийских земель, сумел добиться некоторых успехов и в целом удерживал преимущество вплоть до 955 года, когда новый византийский полководец Никифор Фока и его соратники возглавили наступление, которое сломило власть Хамданидов. В 960 году, воспользовавшись отсутствием Никифора, который отправился в экспедицию для отвоевания Крита, Сайф ад-Даула вторгся в Каппадокию, однако был разгромлен братом Никифора Львом Фокой. Сайф смог бежать, но это практически полностью подорвало его военную мощь.

## Подготовка
Перед серией восточных походов, Никифор Фока сделал дерзкое публичное заявление в цирке Константинополя, в котором он призвал христианских полководцев к борьбе с мусульманами:
Я пойду в Мекку, взяв с собой великое множество солдат, подобных тёмной ночи. Я овладею этим городом, дабы воздвигнуть там трон лучшему из сынов человеческих, затем я направлюсь в Иерусалим. Я завоюю Восток и Запад и повсюду распространю религию Христову.
Первым в 961 году пал Крит, служивший морской базой мусульманских пиратов, откуда они сами не раз осаждали Фессалоники и Константинополь. Обезопасив свою столицу, византийские войска двинулись на восток. Через Киликийские ворота хребта Тавр они вышли к Тарсу и Аназарбу. Аназарб был разграблен, часть его населения была убита, остальная изгнана из города, стены были уничтожены . В апреле 962 года Никифор возобновил свою кампанию, атаковав Мараш, Сис, Доличе и Манбидж. Эмир Хамданидов недооценил угрозу, отправив своих генералов в рейд на Киликию. К ноябрю того же года пал Манбидж, что дало возможность осадить Алеппо. Осада застала эмира врасплох, вероятно, потому что византийцы обычно не вели свои кампании зимой, арабские источники говорят о том, что Хамданиды смогли собрать лишь небольшой гарнизон в Алеппо численностью в 4000 человек, когда византийская армия насчитала порядка 70000 человек. 
Не имея возможности оказать сопротивление, Сайф ад-Даула бежал в Балис, а затем, преследуемый Иоанном Цимисхием, бежал ещё дальше в Сабин. Уже 23 декабря 962 года Алеппо был взят византийцами, началось его разграбление, продолжавшееся до 31 декабря. При этом византийцы так и не смогли взять цитадель города. Яхья Антиохийский сообщает, что цитадель штурмовал племянник Никифора, который был убит гарнизоном в ходе одной из атак, а затем обезглавлен. Когда его отрубленную голову принесли Никифору, тот приказал обезглавить 1200 арабских пленных. Так описал осаду и разграбление города Шлюмберже:
Византийские пехотинцы, преследуя по тёмным и извилистым улицам и лабиринтам базаров сарацинок Алеппо, подсознательно мстили за три века беспрестанных бедствий, три века неслыханных страданий, причинённых несчастным христианским народам Малой Азии и Сирии. В большой мечети разместили конюшню, но сопротивление цитадели всё же помешало полностью захватить город; поэтому после убийств и грабежа Никифор Фока увёл свои войска на христианские земли.

## Последствия
После окончания грабежа, византийцы ушли, взяв с собой в плен около 10000 жителей Алеппо, кроме того они захватили 390000 серебряных динаров, 2000 верблюдов и 1400 мулов. Хамданидский эмир, вернувшись в разграбленную и полуразрушенную столицу, заселил её беженцами с Халкиды. После своего триумфального шествия по городу, Фока составил устрашающее письмо багдадскому халифу:
Бегите, жители Багдада, спешите скрыться и горе вам, ибо вашей ослабевшей империи осталось недолго жить.
Войска Фоки затем прошли по богатой долине реки Оронт: один за другим пали более мелкие поселения и крепости Мааррет-эн-Нууман, Кафр-Таб, Шайзар, Хама, Хомс. При этом каждый штурм сопровождался массовыми убийствами, грабежом и пожарами для демонстрации своего превосходства над противником и массового устрашения. Приморский Триполи осаждён не был из-за нехватки времени, да и сопротивление арабов по мере продвижения вглубь страны начало усиливаться. Фока повернул на север, по дороге взяв Тортосу, Акру и Библ. В конце похода императорская армия вела за собой более 100 000 пленных рабов. Вести о взятии Алеппо разнеслись по всей Европе, взбодрив христианских воинов Иберии, начавших пока ещё довольно слабую Реконкисту. Перебитое, порабощённое или же выселенное мусульманское население захваченных городов было заменено восточными христианами, на поддержку которых опирались ромеи и крестоносцы более поздних эпох. Только убийство Никифора II помешало ему захватить Иерусалим и Египет, которые он страстно хотел вернуть. Также захват Месопотамии позволил Византии упрочить свою власть в Анатолии и даже распространить её на Армению. Считается, что с сирийских походов Никифора Фоки начался период последнего значительного укрепления древней империи.